# آيت وادوز النخيل (إكرفراون)
آيت وادوز النخيل هي إحدى مشيخات المملكة المغربية، تتبع جغرافيا لإقليم الحوز وإداريًا لإكرفراون. يقدر عدد سكانها بـ 7 نسمة حسب الإحصاء الرسمي للسكان والسكنى لسنة 2004.